# Oberberg (Kürten)
Oberberg ist ein Wohnplatz in der Gemeinde Kürten im Rheinisch-Bergischen Kreis.

## Lage und Beschreibung
Oberberg liegt abseits der überörtlichen Straßen am Calenberger Weg zwischen den Ortsteilen Jähhardt und Oberbörsch am südwestlichen Rand von Kürten in der Nähe vom Stadtgebiet von Bergisch Gladbach. Durch die Zunahme der Besiedlung bildet Oberberg mit dem größeren Oberbörsch einen geschlossenen Siedlungsbereich.

## Geschichte
Aus der Charte des Herzogthums Berg 1789 von Carl Friedrich von Wiebeking geht hervor, dass Oberberg zu dieser Zeit Teil der Honschaft Engelsdorf im Kirchspiel Kürten war. Unter der französischen Verwaltung zwischen 1806 und 1813 wurde das Amt Steinbach aufgelöst und Oberberg, damals auch Berg genannt, wurde politisch der Mairie Kürten im Kanton Wipperfürth zugeordnet. 1816 wandelten die Preußen die Mairie zur Bürgermeisterei Kürten im Kreis Wipperfürth.
1822 lebten 18 Menschen im als Hof kategorisierten und Berg bezeichneten Ort. 1830 wurde der Ort ebenfalls  mit Berg bezeichnet. Oberberg zählte 1845 14 Einwohner katholischen Glaubens. Oberberg gehörte zum Kirchspiel Kürten.
In der Aufstellung des Königreichs Preußens für die Volkszählung 1885 wurde Oberberg aufgeführt als Wohnplatz der Landgemeinde Kürten. Zu dieser Zeit wurden drei Wohnhäuser mit 8 Einwohnern gezählt. Ab der Preußischen Neuaufnahme von 1893–1896 ist der Ort auf Messtischblättern regelmäßig als Oberberg verzeichnet. Im Jahr 1905 zählt der Ort zwei Wohnhäuser mit 4 Einwohnern und gehörte zum Kirchspiel Biesfeld.